# Kurt Göhrum
Kurt Göhrum (* 27. März 1891 in Aalen; † 11. April 1953 in Wladimir, Sowjetunion) war ein deutscher SS-Gruppenführer und als Generalleutnant der Polizei Polizeichef in Berlin.

## Leben
Göhrum besuchte das humanistische Gymnasium in Hall und von 1902 bis 1910 die Kadettenanstalt in Karlsruhe. Anschließend diente er im 10. Württembergischen Infanterie-Regiment Nr. 180 (Tübingen) und besuchte von 1910 bis 1911 die Kriegsschule in Metz. Am Ersten Weltkrieg nahm er von Beginn an im Rang eines Leutnants teil. Aufgrund einer Kriegsverletzung absolvierte er eine Offiziersausbildung und wurde im Oktober 1916 zum Oberleutnant befördert. Danach als Inspektionsoffizier an der Unteroffiziersschule Ellwangen eingesetzt, wo er das Kriegsende erlebte. Nach Kriegsende gehörte er dem Reichswehr-Schützen-Regiment Nr. 25 an.
Im Oktober 1919 trat er in Tübingen im Rang eines Polizeioberleutnants in den württembergischen Polizeidienst ein und wurde bereits im Januar 1920 zum Polizeihauptmann befördert. Zunächst war er in Tübingen als Hundertschaftsführer eingesetzt und wechselte im Juli 1923 zum Polizeipräsidium Stuttgart, wo er bis Juli 1929 ebenfalls als Hundertschaftsführer tätig wurde. Von September 1929 bis März 1933 war er Kommandeur der Polizeischulabteilung in Ellwangen. Währenddessen wurde er Anfang Mai 1932 zum Polizeimajor befördert.

## Zeit des Nationalsozialismus
Nach der Machtergreifung der Nationalsozialisten trat Göhrum zum 1. Mai 1933 der NSDAP bei (Mitgliedsnummer 3.226.799). Ab dem Frühjahr 1933 war er Kommandeur der Schutzpolizei Stuttgart und ab Anfang November 1933 bei der württembergischen Landespolizei als Kommandeur der Polizeischulabteilung bei der Landespolizeiabteilung Weingarten eingesetzt. Von Anfang September 1934 bis März 1938 fungierte er wieder als Kommandeur der Schutzpolizei Stuttgart und wurde in diesem Zeitraum zum Oberstleutnant der Schutzpolizei befördert. Nach dem Anschluss Österreichs nahm er im Frühjahr 1938 am Einmarsch in das Land führend teil und war danach Gruppenkommandeur der Ordnungspolizei in Tirol. Von Ende April 1938 bis März 1943 war er Kommandeur der Schutzpolizei in Recklinghausen. Währenddessen wurde er Anfang Januar 1939 zum Oberst der Schutzpolizei befördert und nahm nach Beginn des Zweiten Weltkrieges ab Mai 1940 am Westfeldzug teil.
Ab Januar 1942 war er Inspektor der Ordnungspolizei (IdO) in München, dann vom 22. März bis 10. September 1943 geschäftsführender IdO im Wehrkreis XIII in Nürnberg. Ende August 1943 wurde er zum Generalmajor der Polizei befördert. Im September 1943 folgte er Heinrich Lankenau als BdO des Wehrkreises VI in Münster nach.
Im November 1943 wurde Göhrum als SS-Brigadeführer in die SS aufgenommen (SS-Nummer 468.239), wo er im April 1944 bis zum Gruppenführer aufstieg. Zeitgleich mit seiner Ernennung zum Gruppenführer wurde er zum Generalleutnant der Polizei ernannt. Ab April 1944 war er kurzzeitig Kommandeur der Schutzpolizei in Berlin. Ab August 1944 zunächst kommissarisch und ab Anfang Dezember 1944 offiziell war er als Höherer Polizeiführer Leiter der Berliner Polizei und dort geschäftsführender Polizeipräsident, diese Funktionen bekleidete er bis Kriegsende. Bei Kriegsende geriet er am 3. Mai 1945 in Berlin in sowjetische Kriegsgefangenschaft, in der er 1953 starb.
Göhrums Sohn Hans-Henning (* 1919) war ebenfalls in der SS, und zwar als Untersturmführer.